# 乾祐 (西夏)
乾祐（西夏文：𘀗𘑨，1170年—1193年）是西夏仁宗李仁孝的第四个年號，共計24年。乾祐二十四年九月夏桓宗李純祐即位沿用。
《黑水河建橋敕碑》有「大夏乾祐七年歲次丙申」字樣；俄羅斯收藏的黑水城文物有數部佛經，其跋文有西夏年號，如《大方廣佛華嚴普賢行願品》及《金剛般若婆羅密經》的「大夏乾祐二十年歲次己酉三月十五日」，《觀彌勒兜上天經》「乾祐己酉二十九月十五日」，《番漢合時掌中珠》「时乾祐庚戌二十一年月日」，敦煌莫高窟第78窟題記「乾祐三年庚戌年十月廿五日」等等。
西夏官印記載的使用時間最久為「乾祐二十四年」。

## 改元
- 1170年——改元乾祐。[2][5]
- 1194年——改元天慶。[2]

## 大事記
- 乾祐二十四年——九月二十日，李仁孝去世，李純祐即位。[2]

## 纪年對照表
| 乾祐 | 元年     | 二年     | 三年     | 四年     | 五年   | 六年   | 七年   | 八年   | 九年   | 十年   |
| ---- | -------- | -------- | -------- | -------- | ------ | ------ | ------ | ------ | ------ | ------ |
| 公元 | 1170年   | 1171年   | 1172年   | 1173年   | 1174年 | 1175年 | 1176年 | 1177年 | 1178年 | 1179年 |
| 干支 | 庚寅     | 辛卯     | 壬辰     | 癸巳     | 甲午   | 乙未   | 丙申   | 丁酉   | 戊戌   | 己亥   |
| 乾祐 | 十一年   | 十二年   | 十三年   | 十四年   | 十五年 | 十六年 | 十七年 | 十八年 | 十九年 | 二十年 |
| 公元 | 1180年   | 1181年   | 1182年   | 1183年   | 1184年 | 1185年 | 1186年 | 1187年 | 1188年 | 1189年 |
| 干支 | 庚子     | 辛丑     | 壬寅     | 癸卯     | 甲辰   | 乙巳   | 丙午   | 丁未   | 戊申   | 己酉   |
| 乾祐 | 二十一年 | 二十二年 | 二十三年 | 二十四年 |        |        |        |        |        |        |
| 公元 | 1190年   | 1191年   | 1192年   | 1193年   |        |        |        |        |        |        |
| 干支 | 庚戌     | 辛亥     | 壬子     | 癸丑     |        |        |        |        |        |        |

## 同期存在的其他政权年号
- 中國
  - 乾道（1165年－1173年）：宋—宋孝宗趙昚之年號
  - 淳熙（1174年－1189年）：宋—宋孝宗趙昚之年號
  - 绍熙（1190年－1194年）：宋—宋光宗赵惇之年號
  - 崇福（1164年至1177年）：西辽—承天后耶律普速完之年號
  - 天禧（1178年－1211年）：西遼—末主耶律直魯古之年號
  - 大定（1161年－1189年）：金—金世宗完顏雍之年號
  - 明昌（1190年－1196年）：金—金章宗完顏璟之年號
  - 建德（1164年－1171年）：大理—段正興之年號
  - 利貞（1172年－1175年）：大理—段智興之年號
  - 盛德（1176年－1180年）：大理—段智興之年號
  - 嘉會（1181年－1184年）：大理—段智興之年號
  - 元亨（1185年－1195年）：大理—段智興之年號
- 越南
  - 政隆寶應（1163年－1174年）：李朝—李天祚之年號
  - 天感至寶（1174年－1175年）：李朝—李天祚之年號
  - 貞符（1176年－1186年）：李朝—李龍翰之年號
  - 天資嘉瑞（1186年－1202年）：李朝—李龍翰之年號
- 日本
  - 嘉應（1169年－1171年）：高倉天皇之年号
  - 承安（1171年－1175年）：高倉天皇之年号
  - 治承（1177年－1184年）：高倉天皇與安德天皇之年號
  - 養和（1181年－1182年）：安德天皇與平氏之年號
  - 壽永（1182年－1184年）：安德天皇與平氏之年號
  - 壽永（1182年－1185年）：安德天皇與後鳥羽天皇，也是後白河法皇的院政期之年号
  - 元曆（1184年－1185年）：後鳥羽天皇與源氏之年號
  - 文治（1185年－1190年）：後鳥羽天皇之年号
  - 建久（1190年－1199年）：後鳥羽天皇與土御門天皇之年号

## 深入閱讀
- 李崇智. . 北京: 中華書局. 2004年12月. ISBN 7101025129.
- 鄧洪波.  (pdf). 臺北: 國立臺灣大學東亞經典與文化研究計劃. 2005年3月  [2021-12-13]. ISBN 9789860005189. （原始内容存档于2007-08-25）. （页面存档备份，存于）
- 長部和雄.  (pdf). 東京: 京都大學. 1933年7月1日  [2021年12月13日]. （原始内容存档 (PDF)于2021年12月9日）. （页面存档备份，存于）
- 長部和雄.  (pdf). 東京: 京都大學. 1933年10月1日  [2021年12月13日]. （原始内容存档 (PDF)于2021年12月18日）. （页面存档备份，存于）

## 參看
- 中國年號索引
- 其他政权使用的乾祐年号

| 前一年號： 天盛 | 西夏年号 1170年－1193年 | 下一年號： 天慶 |